# Rayleigh-Taylor-Instabilität
Die Rayleigh-Taylor-Instabilität (RTI) ist eine hydrodynamische Instabilität, die eine Störung an der Grenzfläche zweier unterschiedlich schwerer Flüssigkeiten exponentiell wachsen lässt. Sie ist nach den beiden Physikern John William Strutt, 3. Baron Rayleigh, und Geoffrey Ingram Taylor benannt.

## Beschreibung und Vorkommen

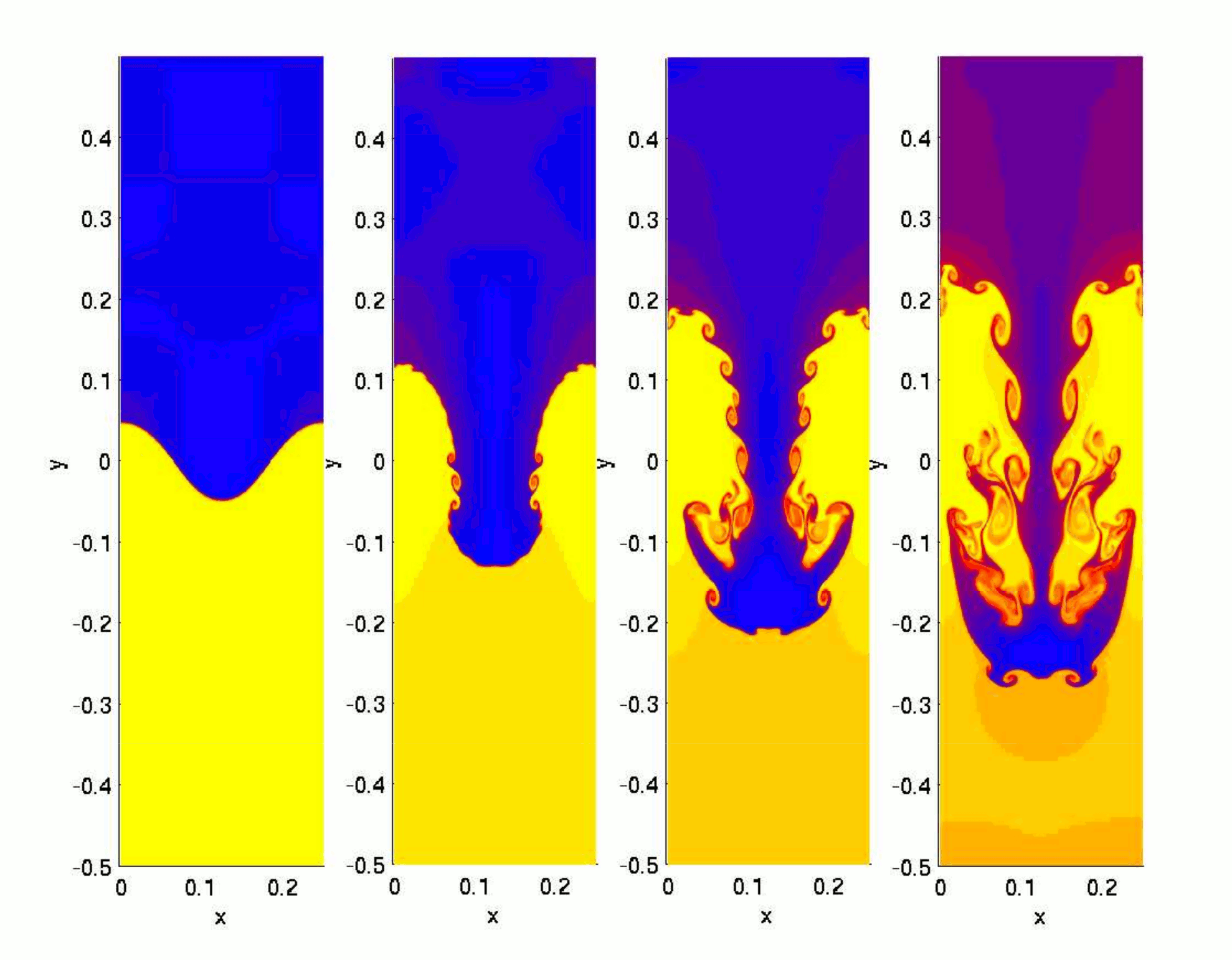
Hydrodynamik-Simulation einer Rayleigh-Taylor-Instabilität

Die RTI ist eine Zwei-Phasen-Instabilität (wie auch die Kelvin-Helmholtz-Instabilität), die auftritt, wenn zwei unterschiedlich dichte Flüssigkeiten gegeneinander beschleunigt werden. Dabei spielt es keine Rolle, welcher Art die Beschleunigung ist. So ist etwa eine schwere auf einer leichten Flüssigkeit im Gravitationsfeld Rayleigh-Taylor-instabil, aber auch die Hülle eines als Supernova explodierenden Sterns, die gegen das dünnere Interstellare Medium beschleunigt wird. Das fransige Erscheinungsbild des Krebsnebels ist beispielsweise Folge der RTI. Typisch für die RTI sind die pilzförmigen Ausstülpungen der Flüssigkeiten ineinander, die zum Beispiel bei der Zugabe von etwas Milch in eine Tasse Tee beobachtet werden können.

## Theorie
Aus der linearen Stabilitätsanalyse der Fluiddynamik-Gleichungen erhält man für zwei aneinandergrenzende, unterschiedlich dichte, nichtbewegte Flüssigkeiten folgende Dispersionsrelation:
{\displaystyle \omega ={\sqrt {gk\left({\frac {1-a}{1+a}}\right)}}.}
Hierbei ist {\displaystyle \omega } die Kreisfrequenz der Störung, {\displaystyle k} ihre Wellenzahl, {\displaystyle g} die Beschleunigung (z. B. gravitativ) und {\displaystyle a} das Verhältnis der Dichten der Flüssigkeitsschichten {\displaystyle \rho _{\text{oben}}/\rho _{\text{unten}}}.
Ist {\displaystyle a>1}, d. h. die obenliegende Flüssigkeit ist die schwerere, so ist {\displaystyle \omega } imaginär, d. h. eingesetzt in die Wellengleichung der Störung  {\displaystyle \rho \sim e^{i(\mathbf {kx} -\omega t)}} erhält man ein exponentielles Anwachsen der Störung.  Die Konfiguration ist daher instabil gegen kleinste Störungen. Im umgekehrten Fall, {\displaystyle a<1} (leichte Flüssigkeit auf schwerer) erhält man übrigens die Dispersionsrelation für Oberflächenwellen.